# Yverdon-les-Bains
Yverdon-les-Bains este un oraș situat in partea de nord a cantonului Vaud, Elveția, pe malul lacului Neuchâtel.

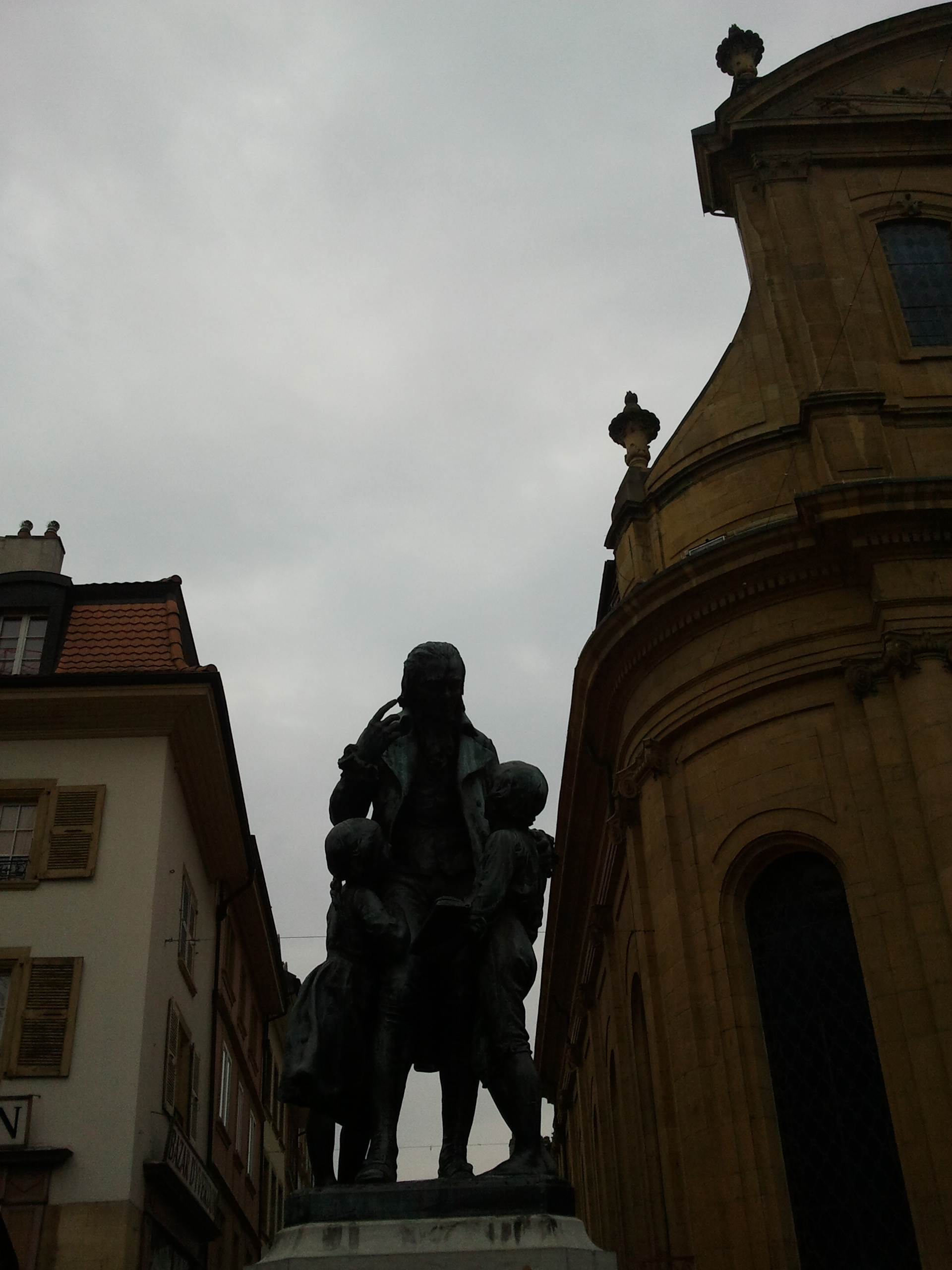
Johann Heinrich Pestalozzi, pedagog si educator elvetian

### Nume ale localitații de-a lungul timpului
• pe vremea romanilor, localitarea a purtat numele de Eburodunum (eburo, adica mistret si duno, adica fortareață);

• Invèrdon, în franceza provensală;

• un document din 971 menționeaza orașul sub numele de pago everdunense sau țara Everdunului. Aceast nume venea de la cel al lacului Neuchâtel, menționat într-un alt document din anul 988, sub numele de lacus Everdunensis;

• Everdun în 1228

• Yverdunum în 1340

• Yverdon, mai aproape de zilele noastre (provenind de la Invèrdon din franceza provensală);

• si in sfarsit Yverdon-les-bains in 1981, localitatea fiind de multă vreme deja un renumit centru termal.

### Obiective turistice
Castelul din Yverdon (sec. al XIII-lea), numit și Castelul Pestalozzi. Castelul adăpostește exponatele Muzeului Yverdonului precum și cele ale Muzeului Modei.

Statuia lui Pestalozzi, la o aruncătură de băț de castel, în piața care-i poartă numele;

Templul, construit în 1757, care închide aceeași piață pe partea opusă castelului;

Clădirea primăriei (contruită în 1768-1773);

Statuile cunoscute sub numele de Menhiri de Clendy, nu departe de malul lacului Neuchâtel;

Castrumul roman (325 d.C.).
1. ↑  Arealstatistik Standard - Gemeinden nach 4 Hauptbereichen (în germană), Bundesamt für Statistik[*], accesat în 13 ianuarie 2019